# Squat

1 visar fartyg under gång i öppen sjö. 2 Squateffekten på ett fartyg i en farled med begränsat djup och bredd

Squat är ett hydrodynamiskt fenomen som inträffar när fartyg framförs i grundare vatten eller farleder samt kanaler. Det innebär att fartyget får ett ökat djupgående. Squat uppkommer genom vattnets strömningshastighet och oregelbundna tryck mot skrovet vid gång genom vattnet. Vattenpartiklarna ökar sin hastighet när de passerar utefter skrovet - denna hastighetsökning leder till att det dynamiska vattentrycket runt skrovet ökar. Enligt Bernoullis princip minskar det statiska vattentrycket och fartyget sugs ned mot botten. 
När fartyget gör fart genom vattnet "släpar" det även med sig vattenpartiklar. Dessa vattenpartiklar hindras att röra sig fritt utmed fartygsskrovet på grund av det friktionsskikt som bildas längs med havsbotten och fartygets undersida. Ju längre akterut man kommer, desto större blir detta friktionsskikt och vattenpartiklarna kommer att tvingas att öka sin hastighet ytterligare. Vattentrycket kommer alltså att minska ju längre akterut man kommer och fartyget får därmed ett ökat akterligt trim. 
Hur stor Squat-effekten blir är en konsekvens av den fart som fartyget håller. För att minimera Squat-effekten och minska risken för bottenkänning bör man hålla en lägre hastighet.